# 卡塔戈县
卡塔戈县（西班牙语：Cantón de Cartago），哥斯达黎加卡塔戈省所辖的一个县。总面积287.77平方公里，总人口14.8万（2011年）。首付位于卡塔戈市。